# Arthur Blake (hardloper)
Charles Arthur Blake (Boston, 26 januari 1872 - 23 oktober 1944) was een Amerikaanse atleet, die in 1896 een zilveren medaille behaalde op de 1500 m tijdens de Olympische Zomerspelen in Athene. Hij nam er bovendien deel aan de marathon.

## Loopbaan
Op de 1500 m waarop, aangezien er maar acht inschrijvingen waren, direct de finale werd gelopen, was de Fransman Albin Lermusiaux er na de start als een haas vandoor gegaan en deze leidde nagenoeg de hele wedstrijd. In de slotronde betaalde hij echter de tol voor zijn overmoed en werd hij, uitgeblust, door de Australiër Teddy Flack (eerste in 4.33,2) en Arthur Blake (tweede in 4.34,0) ingehaald. Vergeleken met het geldende (officieuze) wereldrecord (4.12,8) werden er in Athene overigens matige tijden gelopen. Dit is voor een belangrijk deel toe te schrijven aan de uitermate scherpe bochten van het Atheense stadion. Die dwongen de lopers de op het rechte eind verkregen snelheid terug te nemen. Verder was de sintelbaan nog veel te 'vers'.
Op de marathon lag Blake lange tijd op de derde plaats, maar kort nadat de helft van de wedstrijd erop zat, moest hij volledig uitgeput de strijd staken. Hierbij moet worden aangetekend dat de marathon in Athene nog niet de tegenwoordig gangbare lengte van 42,195 km had, maar waarschijnlijk 'slechts' 40 km lang was.

## Palmares

### 1500 m
- 1896:  OS - 4.33,6

### marathon
- 1896: DNF OS